# Callarge
Callarge är ett släkte av fjärilar. Callarge ingår i familjen praktfjärilar.
Kladogram enligt Catalogue of Life:
| Callarge | \| \| Callarge arcus \| \| \| \| \| \| Callarge occidentalis \| \| \| \| \| \| Callarge sagitta \| \| \| \| |
|          | \| \| Callarge arcus \| \| \| \| \| \| Callarge occidentalis \| \| \| \| \| \| Callarge sagitta \| \| \| \| |
|          | Callarge arcus                                                                                              |
|          | |
|          | Callarge occidentalis                                                                                       |
|          | |
|          | Callarge sagitta                                                                                            |
|          | |